# Чагулак
Чагулак (англ. Chagulak Island) — один из Четырёхсопочных островов. Административно остров относится к американскому штату Аляска.

## География

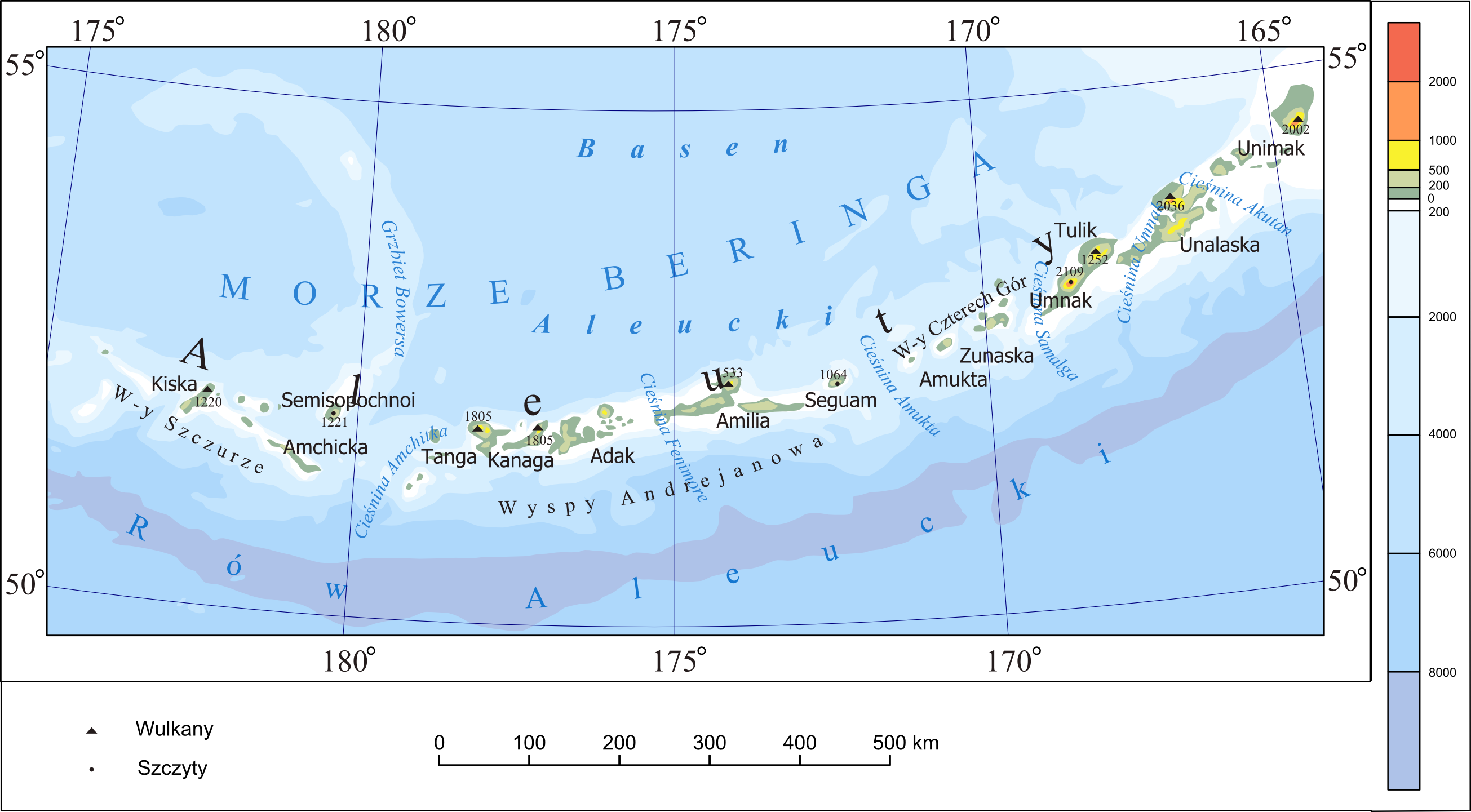
Острова Аляски

Второй с запада после острова Амукта, из Четырехсопочных островов. Чагулак скалистый необитаемый остров округлой формы диаметром около 3 км. На острове находится потухший страто вулкан. Наивысшая точка 1142 м над уровнем моря. Климат на острове холодный морской, с частыми туманами и осадками.